# Gustave Humery
Gustave Humery est un boxeur professionnel français né le 17 décembre 1908 à Valenciennes et mort le 6 juillet 1976 à Clamart.

## Biographie
Joseph Gustave Humery devient champion de France en 1927 dans la catégorie poids plumes. En 1929, il subit une défaite mémorable face à Panama Al Brown. En légers, il remporte le titre national en 1935 et le titre européen en 1937.